# Конєво (Балахнинський район)
Конєво (рос. Конево) — присілок в Балахнинському районі Нижньогородської області Російської Федерації.
Населення становить 1016 осіб. Входить до складу муніципального утворення Коневська сільрада.

## Історія
Від 2009 року входить до складу муніципального утворення Коневська сільрада.

## Населення
| 2002 | 2010  |
| ---- | ----- |
| 1238 | ↘1016 |